# Chiantla
Chiantla es un municipio del departamento de Huehuetenango de la región nor-occidente de la República de Guatemala.
Durante la época colonial, Chiantla fue primero una encomienda y luego la sede del convento y doctrina de «Nuestra Señora de la Candelaria de Chiantla» a cargo de los frailes mercedarios hasta 1754. En ese año, los frailes trasladaron todas sus reducciones al clero secular y Chiantla fue uno de los once curatos de la provincia de la Alcaldía Mayor de Totonicapam.
Después de la Independencia de Centroamérica en 1821, Chianta estuvo en el circuito de Huehuetenango en el distrito N.º 9 (Totonicapán) para la administración de justicia por medio de juicio de jurados y en 1838 pasó al Estado de Los Altos que los criollos liberales intentaron establecer en el occidente guatemalteco, y que fue recuperado por la fuerza para el Estado de Guatemala por el general mestizo conservador Rafael Carrera en 1840.
Las tradiciones más importantes son: la Dramatización de la Pasión y Muerte de Jesús durante la Semana Santa y las visitas a la Virgen de Plata de Chiantla.

## Demografía
El municipio contaba con una población aproximada de 104 852 según el censo de población del año 2002 con una densidad de 195 personas por kilómetro cuadrado; la población presentada incluye la población de Unión Cantinil, que formaba parte del municipio en ese tiempo. En el año 2018 se hizo un nuevo censo y se 90 376 habitantes con una proyección de 93 780 para el año 2022.

## División política
El municipio cuenta con varios centros poblados. Entre los más importantes están sus cinco cantones que son: parroquia, San Jerónimo, cementerio, Calvario y La Lagunita.  También cuenta con treinta y tres aldeas, veintidós caseríos, veintiún parajes y dos colonias.

### Aldea Buenos Aires
Según los reportes y documentos registrados en la municipalidad de La Villa Chiantla, durante la administración del alcalde Víctor Manuel del Valle y de conformidad con el Acuerdo Gubernativo de fecha 27 de abril de 1951 se cambió el nombre de la aldea «Tachiqué» por el de «Buenos Aires». Esta aldea comprende del puente Corona de la Villa de Chiantla hasta el puente de Ocubila. El antiguo nombre de «Tachiqué» significa en lengua mam «Entre Llanuras». Sin embargo a la fecha ya no está considerada como aldea, sino que ahora es la zona 5 del municipio de la Villa de Chiantla.
El cambio de nombre surgió a solicitud de Emilio Rodríguez Cano y Braulio Rodríguez Alvarado quienes expusieron que el lugar era donde a los niños, jóvenes y personas mayores les gustaba ir a pasear porque «corre un buen aire y tiene una llanura hermosa».[cita requerida]  Por esa época visitó la localidad el presidente Jacobo Árbenz Guzmán, quien estuvo de acuerdo en cambiarle de nombre, lo cual fue aprobado el 27 de abril de 1951.[cita requerida]
Galería de imágines de la aldea Buenos Aires

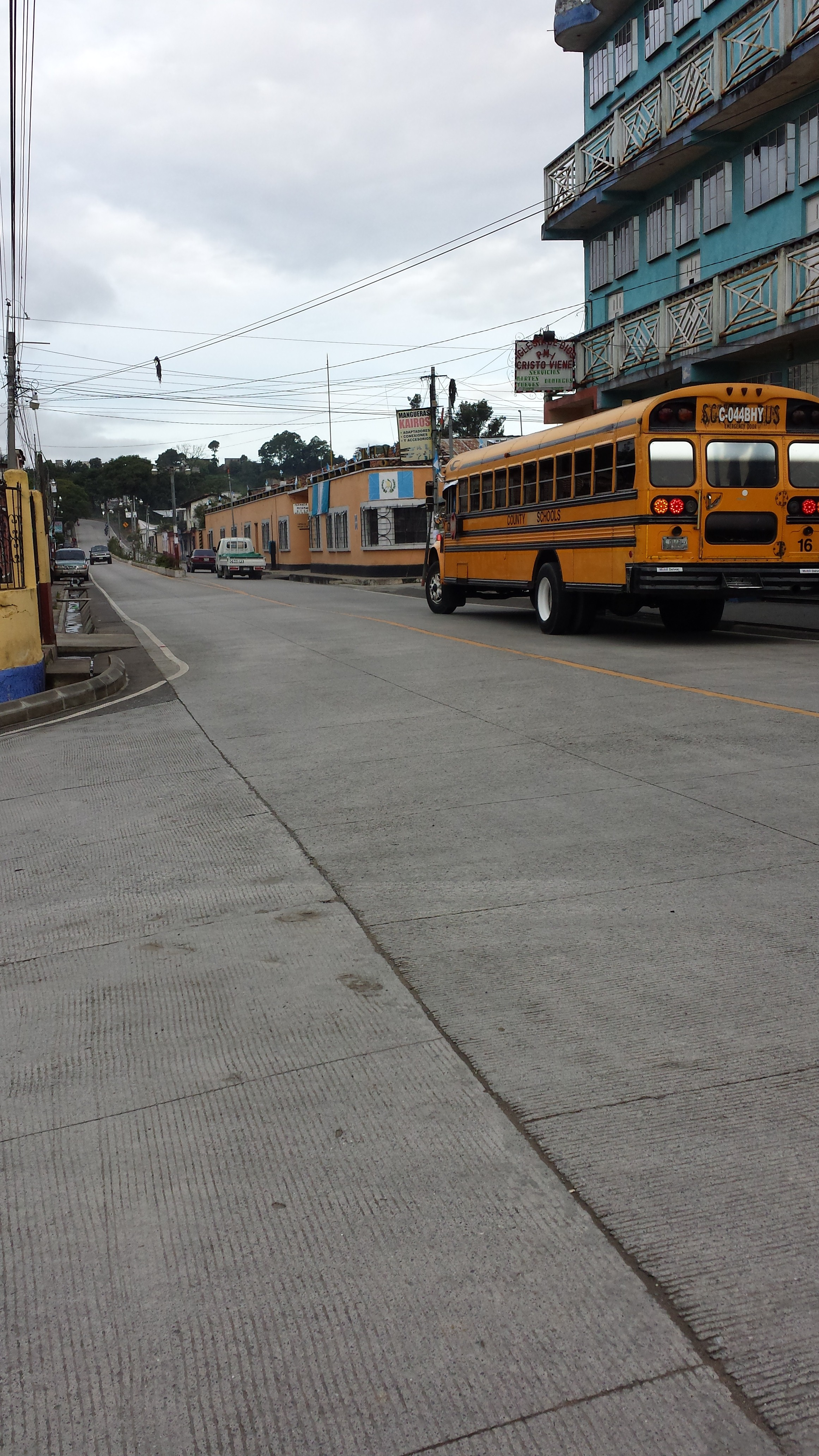
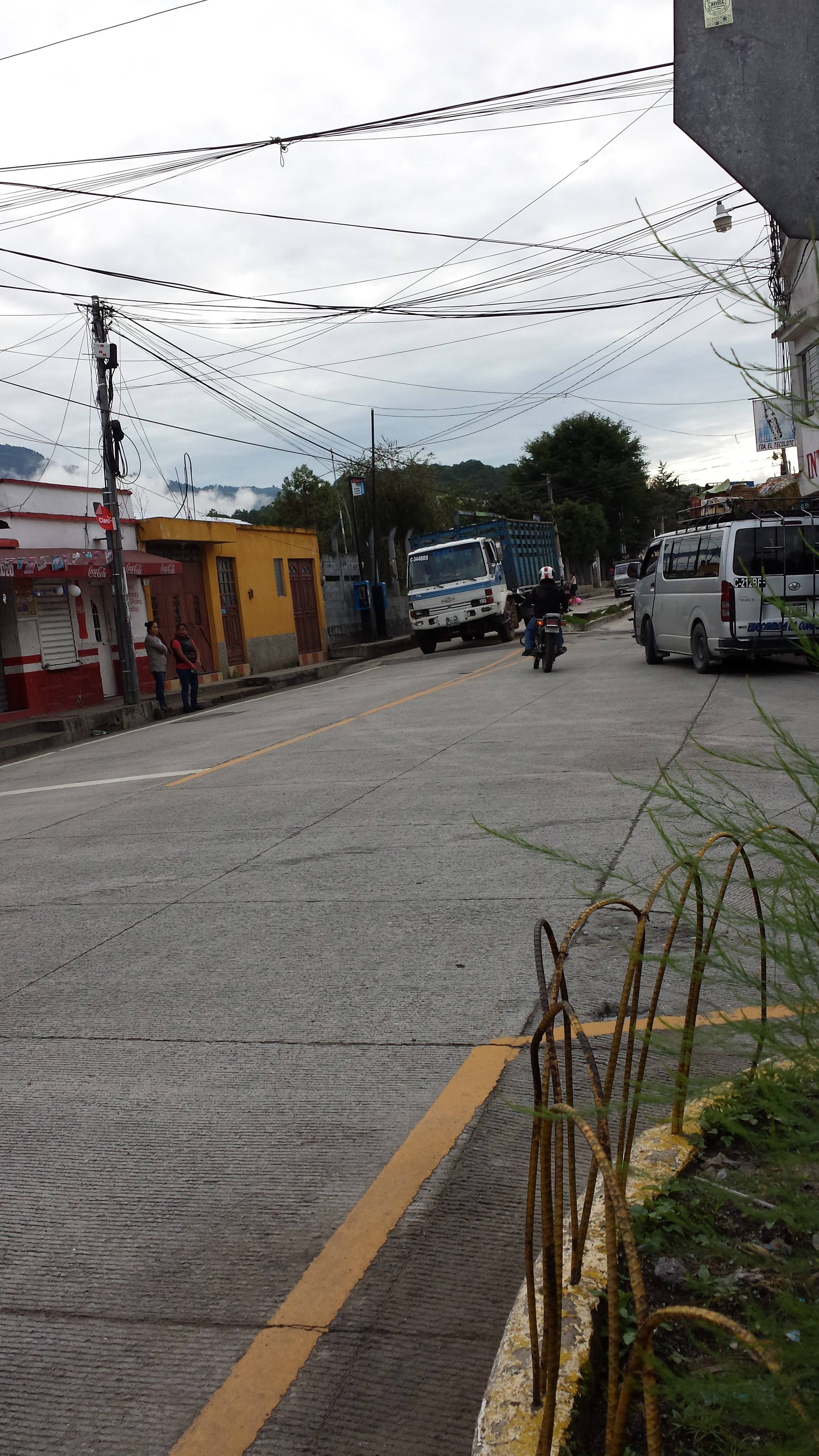
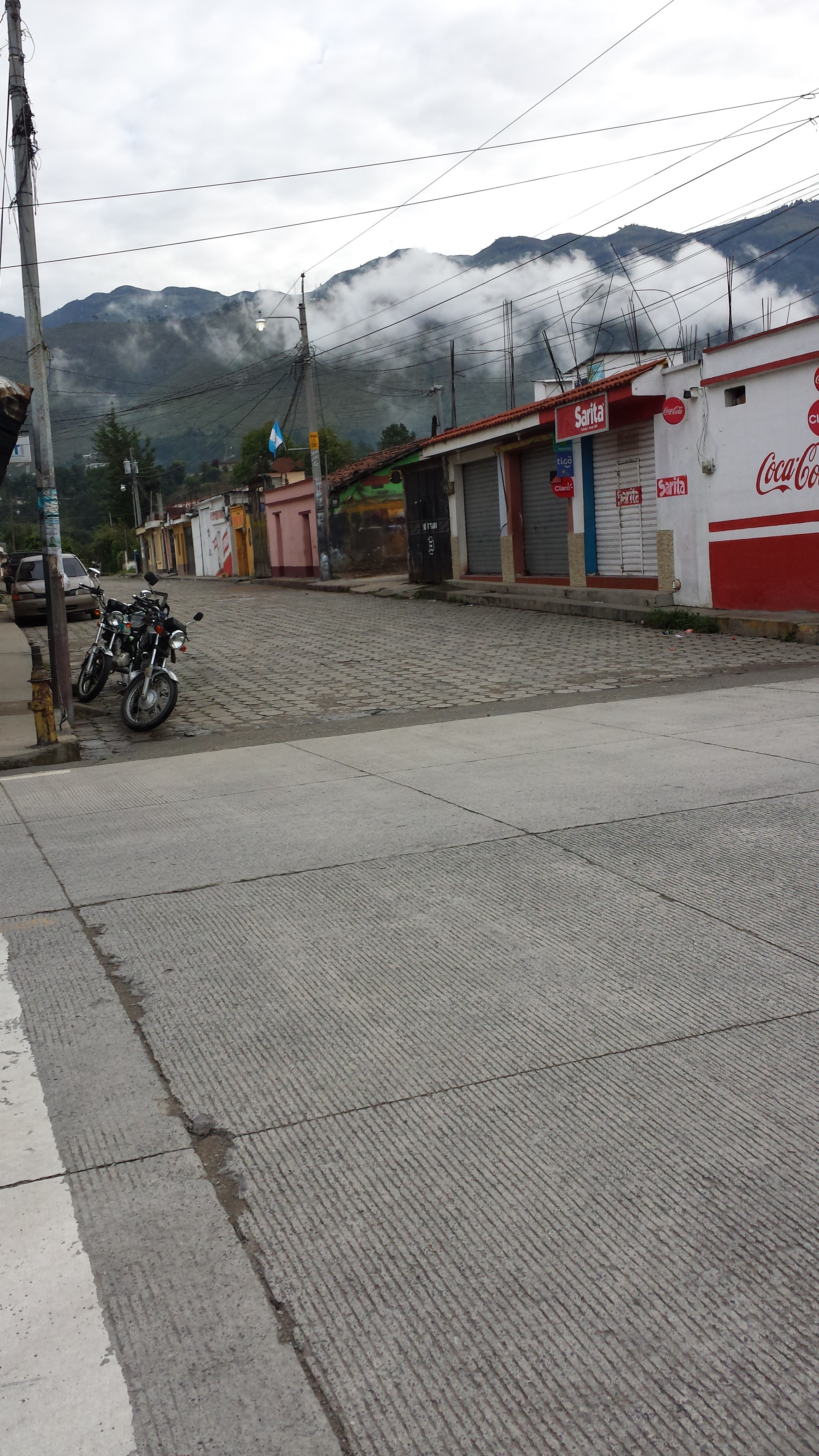

## Geografía física
El municipio de Chiantla tiene una extensión territorial actual de 493 km². Antes de la fundación del municipio Unión Cantinil el municipio tenía un total de 536 km².

### Clima
La cabecera municipal de Chiantla tiene clima templado (Köppen: Cwb).
| Parámetros climáticos promedio de Chiantla | Parámetros climáticos promedio de Chiantla | Parámetros climáticos promedio de Chiantla | Parámetros climáticos promedio de Chiantla | Parámetros climáticos promedio de Chiantla | Parámetros climáticos promedio de Chiantla | Parámetros climáticos promedio de Chiantla | Parámetros climáticos promedio de Chiantla | Parámetros climáticos promedio de Chiantla | Parámetros climáticos promedio de Chiantla | Parámetros climáticos promedio de Chiantla | Parámetros climáticos promedio de Chiantla | Parámetros climáticos promedio de Chiantla | Parámetros climáticos promedio de Chiantla |
| Mes                                        | Ene.                                       | Feb.                                       | Mar.                                       | Abr.                                       | May.                                       | Jun.                                       | Jul.                                       | Ago.                                       | Sep.                                       | Oct.                                       | Nov.                                       | Dic.                                       | Anual                                      |
| ------------------------------------------ | ------------------------------------------ | ------------------------------------------ | ------------------------------------------ | ------------------------------------------ | ------------------------------------------ | ------------------------------------------ | ------------------------------------------ | ------------------------------------------ | ------------------------------------------ | ------------------------------------------ | ------------------------------------------ | ------------------------------------------ | ------------------------------------------ |
| Temp. máx. media (°C)                      | 21.3                                       | 22.5                                       | 24.7                                       | 25.2                                       | 24.4                                       | 23.0                                       | 22.7                                       | 23.2                                       | 22.8                                       | 21.9                                       | 21.7                                       | 21.2                                       | 22.9                                       |
| Temp. media (°C)                           | 14.6                                       | 15.3                                       | 17.3                                       | 18.1                                       | 18.2                                       | 17.7                                       | 17.2                                       | 17.1                                       | 17.2                                       | 16.5                                       | 15.5                                       | 14.8                                       | 16.6                                       |
| Temp. mín. media (°C)                      | 7.9                                        | 8.1                                        | 9.9                                        | 11.0                                       | 12.1                                       | 12.4                                       | 11.7                                       | 11.1                                       | 11.6                                       | 11.1                                       | 9.4                                        | 8.5                                        | 10.4                                       |
| Precipitación total (mm)                   | 11                                         | 11                                         | 24                                         | 47                                         | 112                                        | 224                                        | 140                                        | 139                                        | 203                                        | 150                                        | 38                                         | 11                                         | 1110                                       |
| Fuente: Climate-Data.org                   |                                            |                                            |                                            |                                            |                                            |                                            |                                            |                                            |                                            |                                            |                                            |                                            |                                            |

### Ubicación geográfica
Chiantla se encuentra a una distancia de 7 km de la cabecera departamental de Huehuetenango y a 270 km de la capital de Guatemala, la Ciudad de Guatemala.  Está rodeada casi completamente por municipios del departamento de Huehuetenango:
- Norte: San Juan Ixcoy, municipio del departamento de Huehuetenango
- Este: Aguacatán, municipio del departamento de Huehuetenango
  - Nebaj, municipio del departamento de Quiché
- Oeste: San Sebastián Huehuetenango y Todos Santos Cuchumatán
- Sur: Huehuetenango.[9]

|                                                              | Norte: San Juan Ixcoy |                                                              |
| Oeste: San Sebastián Huehuetenango y Todos Santos Cuchumatán |                       | Este: Aguacatán y Nebaj municipio del departamento de Quiché |
|                                                              | Sur: Huehuetenango.   |                                                              |

## Gobierno municipal
Los municipios se encuentran regulados en diversas leyes de la República, que establecen su forma de organización, lo relativo a la conformación de sus órganos administrativos y los tributos destinados para los mismos.  Aunque se trata de entidades autónomas, se encuentran sujetos a la legislación nacional y las principales leyes que los rigen desde 1985 son:
| N.º | Ley                                                | Descripción |
| --- | -------------------------------------------------- | --- |
| 1   | Constitución Política de la República de Guatemala | Tiene una regulación legal específica para los municipios en los artículos 253 al 262. |
| 2   | Ley Electoral y de Partidos Políticos              | Ley de carácter constitucional aplicable a los municipios en el tema de la conformación de sus autoridades electas. |
| 3   | Código Municipal                                   | Decreto 12-2002 del Congreso de la República de Guatemala. Tiene la categoría de ley ordinaria y contiene preceptos generales aplicables a todos los municipios, e inclusive contiene legislación referente a la creación de los municipios.             |
| 4   | Ley de Servicio Municipal                          | Decreto 1-87 del Congreso de la República de Guatemala. Regula las relaciones entra la municipalidad y los servidores públicos en materia laboral. Tiene su base constitucional en el artículo 262 de la constitución que ordena la emisión de la misma. |
| 5   | Ley General de Descentralización                   | Decreto 14-2002 del Congreso de la República de Guatemala. Regula el deber constitucional del Estado, y por ende del municipio, de promover y aplicar la descentralización y desconcentración económica y administrativa.                                |

El gobierno de los municipios está a cargo de un Concejo Municipal mientras que el código municipal —ley ordinaria que contiene disposiciones que se aplican a todos los municipios— establece que «el concejo municipal es el órgano colegiado superior de deliberación y de decisión de los asuntos municipales […] y tiene su sede en la circunscripción de la cabecera municipal»; el artículo 33 del mencionado código establece que «[le] corresponde con exclusividad al concejo municipal el ejercicio del gobierno del municipio».
El concejo municipal se integra con el alcalde, los síndicos y concejales, electos directamente por sufragio universal y secreto para un período de cuatro años, pudiendo ser reelectos.
Existen también las Alcaldías Auxiliares, los Comités Comunitarios de Desarrollo (COCODE), el Comité Municipal del Desarrollo (COMUDE), las asociaciones culturales y las comisiones de trabajo. Los alcaldes auxiliares son elegidos por las comunidades de acuerdo a sus principios y tradiciones, y se reúnen con el alcalde municipal el primer domingo de cada mes, mientras que los Comités Comunitarios de Desarrollo y el Comité Municipal de Desarrollo organizan y facilitan la participación de las comunidades priorizando necesidades y problemas.
Los alcaldes que ha habido en el municipio son:
- 2008-2012: Ricardo René Herrera Alvarado
- 2012-2016: Elvis Gilberto Tello Alvarado
- 2016-2020: Carlos Armando Alvarado Figueroa
- 2020-2024: Elvis Gilberto Tello Alvarado

## Historia
Los primeros pobladores del municipio de Chiantla fueron gente de raza mam y fue nombrado Chinabjul que significa «lugar entre barrancos».
La etimología de Chiantla, puede provenir del lugar abundante en chan o chian (salvia chian, de la llave), semilla indígena de la familia de las labiadas, pero también podría ser casa, habitación, de chantli, que es voz proveniente del náhuatl.  Los indígenas han llamado a este lugar Talbín, que en mam significa «agua que se bebe».
Existe la tradición de que donde está asentada la Villa de Chiantla en la actualidad, no fue el lugar original sino que en un sitio que ocupa hoy en día la aldea El Pino, donde se ven vestigios de una iglesia y de otros edificios cuyas ruinas todavía persisten y le llaman Chiantla Viejo.  De haber existido en este lugar, debió haber sido durante los primeros años del período hispánico, pues en 1586, el comisario de la orden Franciscana, Fray Alonso Ponce, puede ser que llegó a Chiantla en el lugar que ahora se encuentra.
El pueblo de Chiantla fue patrimonio de los frailes de Santo Domingo en el siglo XVI, conforme lo anota Remesal, hasta que se cedió a los de Nuestra Señora de la Merced, en cuyo poder duró muchos años.  Finalmente fue secularizado por una real cédula de 1754.
Fuentes y Guzmán, quien fue corregidor entre 1671 y 1673 mencionó a Chiantla en donde se extraía gran cantidad de plata y que pertenecía al Corregimiento de Totonicapán.  Conforme a documentos del Archivo General de Centro América, aparece con el nombre de Nuestra Señora de la Purificación Chiantla, y perteneciente al entonces curato en la Alcaldía Mayor de Totonicapán en 8 de julio de 1806.
Conforme figura en la Recopilación de Leyes de Pineda Mont, al procederse a la distribución de los pueblos para la administración de Justicia, de acuerdo a lo decretado en la Constituyente el 27 de agosto de 1836, para tal fin, Chiantla se adscribió al circuito de Huehuetenango.
En Chiantla, tienen por costumbre celebrar su fiesta patronal del 28 de enero al 2 de febrero, siendo el último el día principal, en el que la iglesia conmemora a la Virgen de Candelaria, patrona del pueblo.

### Fundación de la encomienda
Después de la conquista del altiplano guatemalteco en 1524, se inició la etapa de fundación de encomiendas, para lo que se aglutinaban a las personas que acompañaban a los españoles con encomiendas o a algunas poblaciones dispersas que habían huido de la ocupación.  En algunas ocasiones se aglutinaban a personas hablantes de un mismo idioma o simplemente eran traídos de otros lugares para formar los nuevos poblados. Las fundaciones fueron ordenadas en 1538 a instancias del Obispo Francisco Marroquín por cédula que tuvo que reiterarse en 1541. El Oidor Juan Rogel Vásquez fue enviado por la Audiencia para hacer realidad la fundación de pueblos, encomendando éste a los religiosos de las órdenes regulares conocedores de los idiomas indígenas para dirigir la reducción, centrando su atención en las cabeceras de los señoríos.
Las encomiendas no solamente organizaban a la población indígena como mano de obra forzada sino que era una manera de recompensar a aquellos españoles que se habían distinguido por sus servicios y de asegurar el establecimiento de una población española en las tierras recién descubiertas y conquistadas.  También servían como centro de culturización y de evangelización obligatoria pues los indígenas eran reagrupados por los encomenderos en pueblos llamados «Doctrinas», donde debían trabajar y recibir la enseñanza de la doctrina cristiana a cargo de religiosos de las órdenes regulares, y encargarse también de la manutención de los frailes.
Según los reportes y documentos registrados en la municipalidad, el poblado de Chiantla fue fundado en 1540 en el siglo xvi por los conquistadores españoles, cuando las tierras de Huehuetenango fueron encomendadas a diferentes partidarios del capitán Pedro de Alvarado; específicamente, Chiantla fue encomendada a Juan de Espinar, quien descubrió una veta de plata y otra de plomo en la localidad, lo que atrajo a más pobladores. Los materiales fueron exportados en la época colonial.

### Doctrina mercedaria

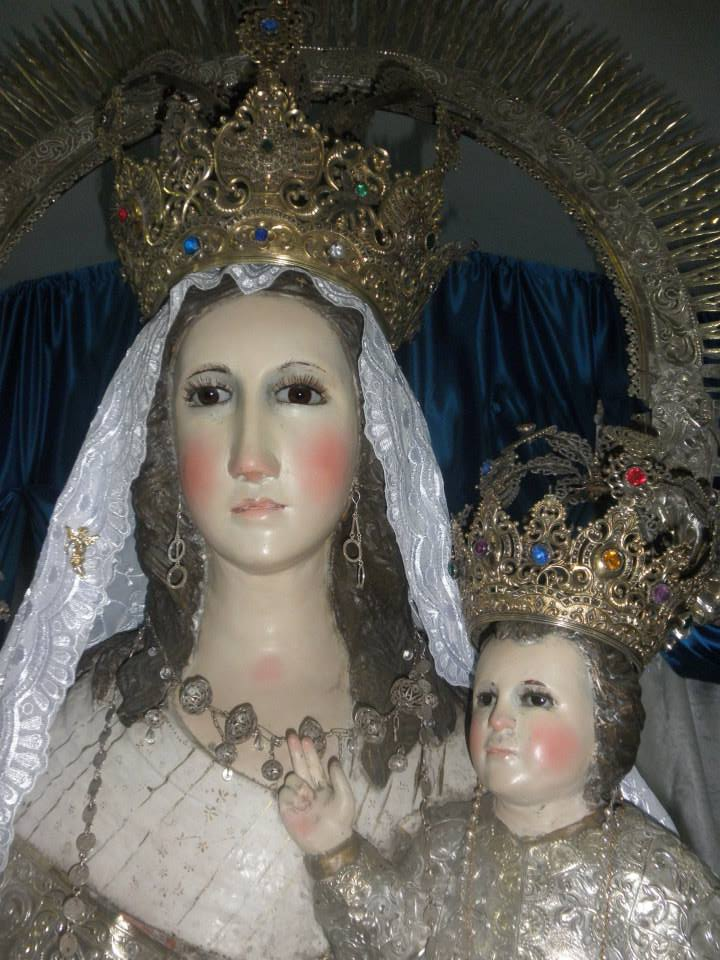
Virgen de Plata de Chiantla

En 1565 se creó la provincia mercedaria de la Presentación de Guatemala; originalmente, la orden mercedaria había obtenido del obispo Francisco Marroquín varios curatos en el valle de Sacatepéquez y Chimaltenango, pero los cambiaron con los dominicos por el área de la sierra de los Cuchumatanes. Durante la primera parte del siglo xvii tenían a su cargo la evangelización de algunos pueblos alrededor de la ciudad de Santiago de los Caballeros de Guatemala, que con el paso del tiempo pasaron a formar parte de la ciudad; dichos pueblos fueron Espíritu Santo, Santiago, San Jerónimo y San Antón, que funcionaba como la cabecera de su encomienda y vicaría y en donde estaba el convento que tenían los mercedarios y que asistía el comendador, cura y coadjutor de la orden.
La corona española se enfocó en la catequización de los indígenas. Las congregaciones fundadas por los misioneros reales en el Nuevo Mundo fueron llamadas «doctrinas de indios» o simplemente «doctrinas». Originalmente, los frailes tenían únicamente una misión temporal: enseñarle la fe católica a los indígenas, para luego dar paso a parroquias seculares como las establecidas en España; con este fin, los frailes debían haber enseñado los evangelios y el idioma español a los nativos. Ya cuando los indígenas estuvieran catequizados y hablaran español, podrían empezar a vivir en parroquias y a contribuir con el diezmo, como hacían los peninsulares..
Pero este plan nunca se llevó a cabo, principalmente porque la corona perdió el control de las órdenes regulares tan pronto como los miembros de éstas se embarcaron para América. Protegidos por sus privilegios apostólicos para ayudar a la conversión de los indígenas, los misionares solamente atendieron a la autoridad de sus priores y provinciales, y no a la de las autoridades españolas ni a las de los obispos. Los provinciales de las órdenes, a su vez, únicamente rendían cuentas a los líderes de su orden y no a la corona. Una vez habían establecido una doctrina, protegían sus intereses en ella, incluso en contra de los intereses del rey y de esta forma las doctrinas pasaron a ser pueblos de indios que se quedaron establecidos para todo el resto de la colonia.
Las doctrinas tenían tres características principales:
1. eran independientes de controles externos (tanto civiles como eclesiásticos)
2. eran administradas por un grupo de frailes
3. tenían un número relativamente grande de anexos[19]

La administración colectiva por parte del grupo de frailes eran la característica más importante de las doctrinas ya que garantizaba la continuación del sistema de la comunidad en caso falleciese uno de los dirigentes.
Según la relación del obispo Juan de las Cabezas en 1613 y las actas de visita pastoral del arzobispo Pedro Cortés y Larraz en 1770, los mercedarios llegaron a tener a su cargo nueve doctrinas, y sus muchos anexos, que eran: Santa Ana de Malacatán, Concepción de Huehuetenango, San Pedro de Solomá, Nuestra Señora de la Purificación de Jacaltenango, Nuestra Señora de la Candelaria de Chiantla, San Andrés de Cuilco, Santiago de Tejutla, San Pedro de Sacatepéquez, y San Juan de Ostuncalco.
En el siglo xvii, a partir de 1650 la economía del municipio se sustentó en la actividad ganadera ya que las minas ya no se daban abastos para enriquecer totalmente al municipio.
En 1754, debido a las reformas borbónicas impulsadas por la corona española, los mercedarios y el resto del clero regular tuvieron que transferir sus doctrinas y curatos al clero secular, por lo que la orden perdió su doctrina en Chiantla. Los curas seculares construyeron una nueva iglesia en Chiantla en 1772, la cual se convirtió en un edificio relevante e histórico para la localidad.
Cuando el arzobispo Pedro Cortés y Larraz visitó la localidad hacia 1770, mencionó que la población del municipio era mayoritaria de raza ladina.

### Tras la Independencia de Centroamérica
Tras la Independencia de Centroamérica, la constitución política del Estado de Guatemala decretada el 11 de octubre de 1825 dividió al Estado en once distritos para la impartición de justicia; de esta cuenta, Chiantla estuvo en el circuito de Huehuetenango en el distrito N.º 9 (Totonicapán) junto con Huehuetenango, Nectá y Usumacinta, Aguacatán, Chalchitán, la Cordillera, Moscoso, Todos Santos, San Martín, el Trapichillo, Guaylá, Colotenango, San Ildefonso Ixtahuacán, Ichil, Santa Bárbara, Malacatán, San Ramón, San Lorenzo, Santa Isabel, San Sebastián, San Juan Atitán y Santiago Chimaltenango.

### El efímero Estado de Los Altos

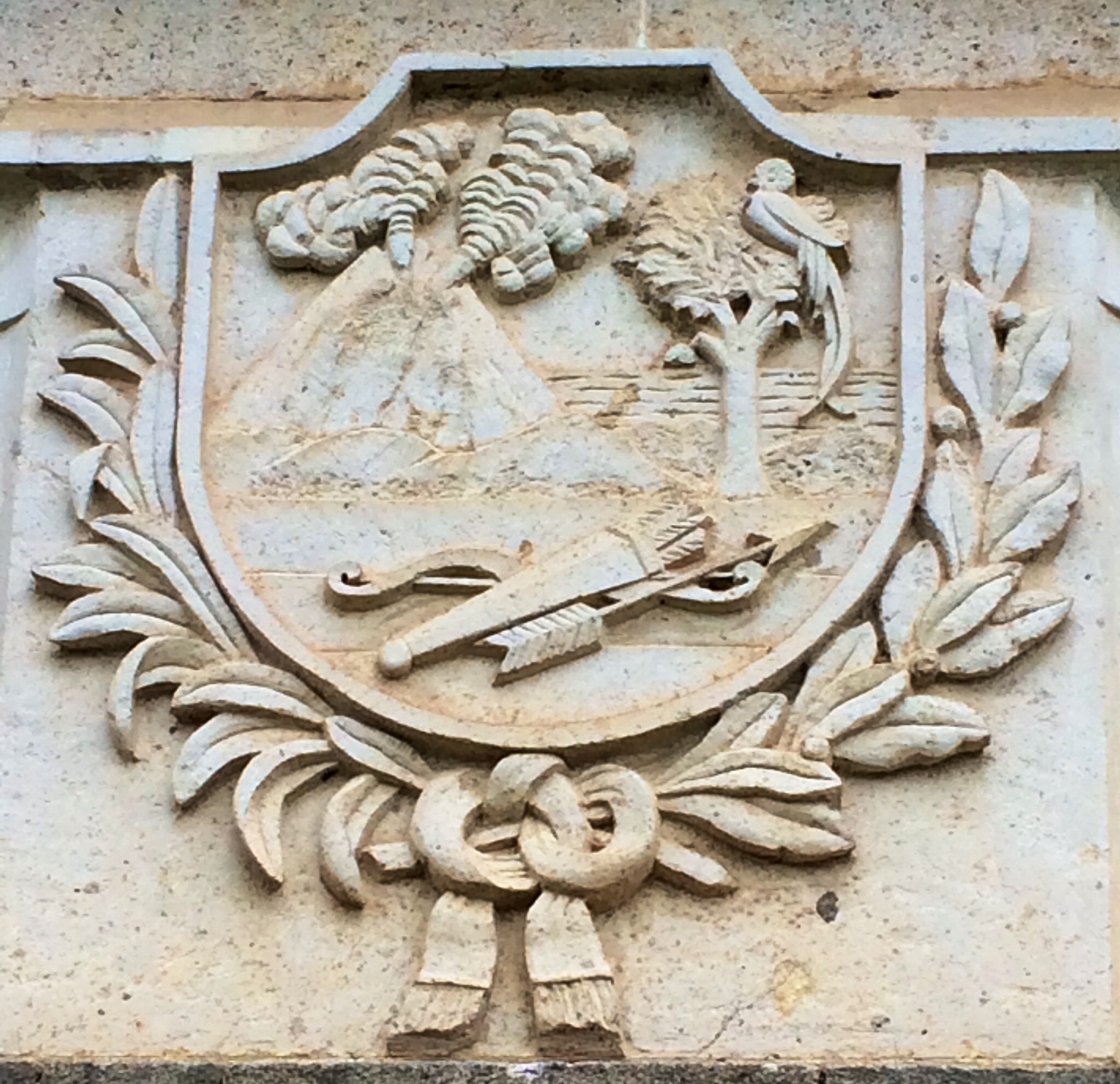
Escudo del Estado de los Altos

A partir del 3 de abril de 1838, Chiantla fue de la región que formó el efímero Estado de Los Altos y que forzó a que el Estado de Guatemala se reorganizara en siete departamentos y dos distritos independientes el 12 de septiembre de 1839:
- Departamentos: Chimaltenango, Chiquimula, Escuintla, Guatemala, Mita, Sacatepéquez, y Verapaz
- Distritos: Izabal y Petén[27]

La región occidental de la actual Guatemala había mostrado intenciones de obtener mayor autonomía con respecto a las autoridades de la ciudad de Guatemala desde la época colonial, pues los criollos de la localidad consideraban que los criollos capitalinos que tenían el monopolio comercial con España no les daban un trato justo.  Pero este intento de secesión fue aplastado por el general Rafael Carrera, quien reintegró al Estado de Los Altos al Estado de Guatemala en 1840.

### Tras la Reforma Liberal
La actividad ganadera en Chiantla duró hasta 1840, durante el gobierno conservador de Rafael Carrera; posteriormente, en 1870, la población aportó recursos y hombres para la revolución Liberal de 1871 dirigida por Justo Rufino Barrios y Miguel García Granados; debido a eso, Chiantla fue convertido en la cabecera departamental del departamento de Huehuetenango en el año 1881 aunque por problemas políticos tras la muerte de Barrios el 2 de abril de 1885, Chiantla no pudo seguir siendo la cabecera y fue descategorizado.
El municipio es reconocido por el palacio municipal, construido en el año 1887. El municipio de Chiantla fue muy laureado por la República de Guatemala tras la Reforma Liberal.
El 11 de agosto de 2005 se le fue desintegrada la aldea Cantinil, convirtiéndose en el municipio Unión Cantinil del departamento de Huehuetenango.

## Costumbres y tradiciones
Una de las tradiciones más importantes es la Dramatización de la Pasión y Muerte de Jesús as la Semana Santa y las visitas a la Virgen De Plata.

### Casa de la Cultura

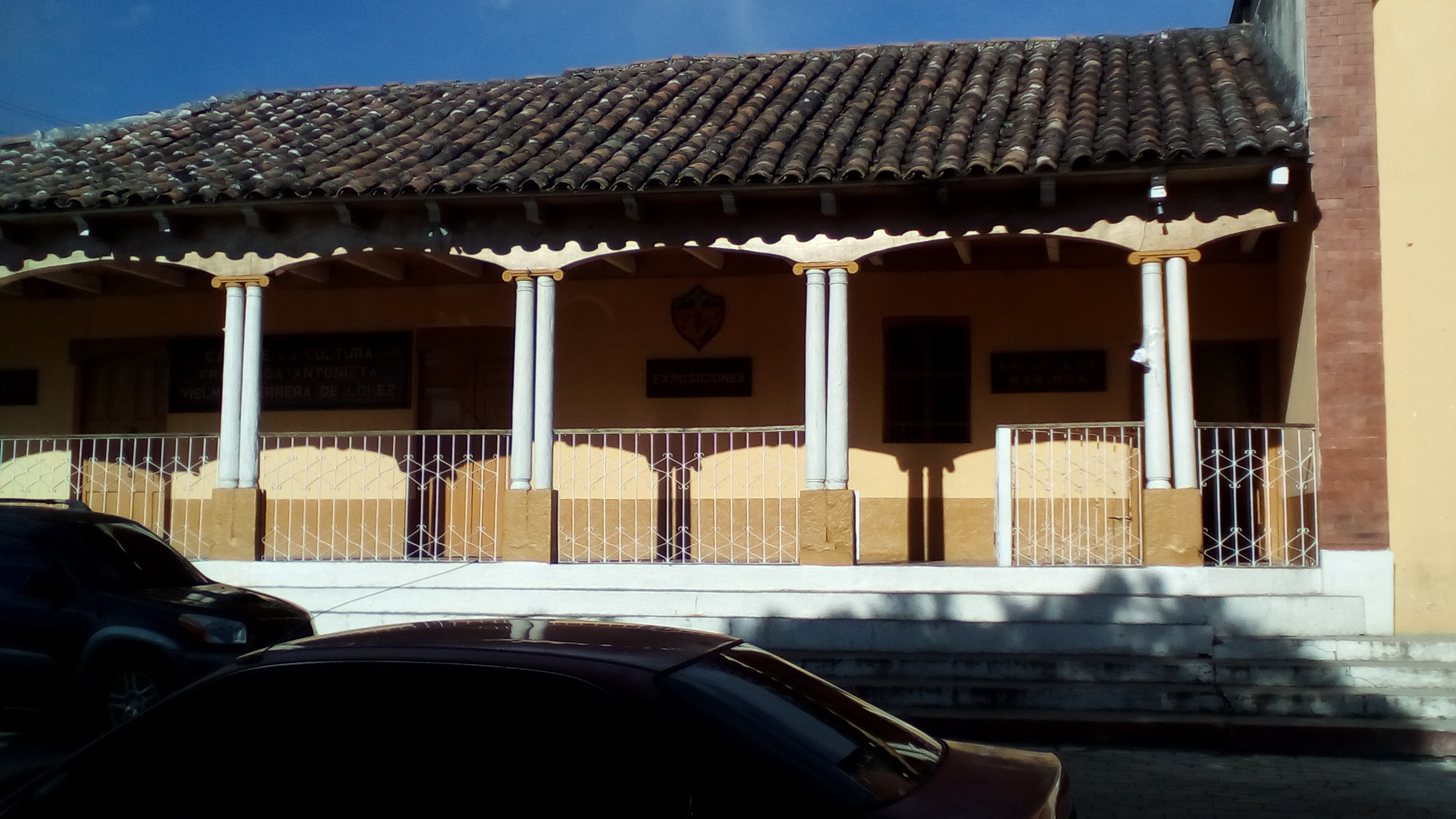
Casa de la Cultura en la Villa de Chiantla

La Casa de la Cultura de la Villa de Chiantla fue fundada el 14 de julio del año 1988 impulsada por profesora Francisca Antonieta Vielman de López. Esta entidad ha desarrollado actividades como veladas, concursos, exposiciones, conciertos, elaboración de proyectos, homenajes, que han contribuido al desarrollo cultural de Chiantla. En la década de 2010, patrocinada por la asociación Suiza –Helvetas- editaron La tradición oral de la Villa de Chiantla, la cual consiste en una recopilación de leyendas y cuentos que han sido transmitidos de generación en generación entre los pobladores.[cita requerida]

## Escritores chiantlecos
- Orlando Cano Mérida
  - Libro: 100 Datos Históricos De Chiantla, año 2017.

## Compositores de marimba
- Arsenio Alva Mérida
- José David Alvarado Cano
- Ovidio Adolfo Alvarado Cano
- Nicolás Filiberto Cano Cano
- Antulio Octavio Del Valle Mérida
- Carlos Artemio Herrera Galicia
- Gonzalo López Rivas
- Manuel Rafael Rodríguez Rodríguez (Don Manuelazo)
- Elpidio Abelardo Cano Alvarado
- Braulio Bernandino López López
- Juan José Alva Cano
- Jesús Heriberto Cano Arreaga
- Gerver Rogelio Cano Morales
- Miguel Ángel Alva Rodríguez
- Álvaro Augusto Rodríguez Rodríguez
- Paulo César Cano

## Canciones dedicadas a Chiantla
«Chiantla Progresista», autor: Gonzalo López Rivas
«Mi Chiantlequita», autor: Manuel Rafael Rodríguez Rodríguez